# The Rogue
The Rogue é um curta-metragem mudo norte-americano de 1918, do gênero comédia, com participação de Oliver Hardy.

## Elenco

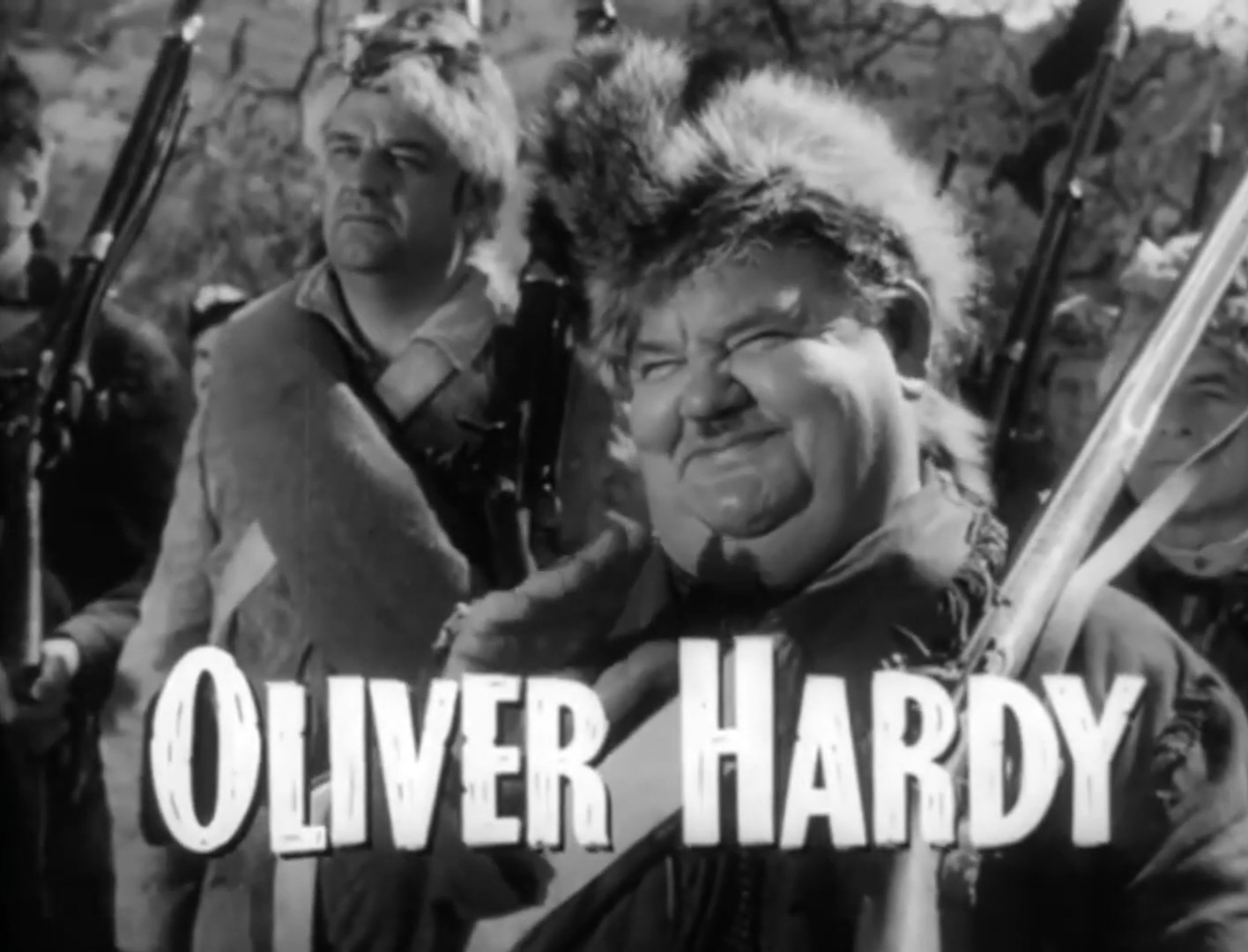
Oliver Hardy

- Billy West - Billy
- Oliver Hardy - (como Babe Hardy)
- Ethel Marie Burton - A garota
- Leo White
- Rosemary Theby
- Joe Bordeaux
- Bud Ross
- Don Likes